# Ben (mobiele communicatie)
Ben is een Nederlandse telecomaanbieder. Het bedrijf is onderdeel van Odido, het voormalige T-Mobile Nederland. De aandelen van Ben werden op 30 september 2002 door T-Mobile International overgenomen waarmee het volledig eigenaar werd van het netwerk. Op 25 februari 2003 werd de naam Ben omgedoopt naar T-Mobile.
Vanaf 3 maart 2008 is Ben weer actief als aanbieder van simkaartabonnementen. Het is een zelfstandig onderdeel geworden binnen het toenmalige T-Mobile en maakt gebruik van het netwerk van dat bedrijf.

## Achtergrondinformatie
De mobiele operator Ben ontstond toen in februari 1998 een consortium van het Belgische Belgacom en het Deense Tele Danmark in Nederland onder de werknaam Brucop (een lettergreepwoord, gevormd uit de steden Brussel en Kopenhagen) vijf gsm-licenties in handen kreeg. Met deze licenties werd het mogelijk een gsm 1800-netwerk op te zetten met landelijke dekking.
Op 4 februari 1999 ging Ben van start met, bijna gelijktijdig, op alle Nederlandse televisienetten een lange reclameboodschap waarin het bedrijf zich op eigenzinnige manier voorstelde. Het bedrijf bood aanvankelijk dekking in de Randstad.
In oktober 1999 konden klanten van Ben gebruik gaan maken van WAP, de eerste generatie van mobiel internet waarmee eenvoudige internetpagina's bestaande uit voornamelijk tekst bekeken konden worden.
In april 2000 kondigde Ben landelijke dekking aan voor Nederland. Drie maanden later, in juli 2000 werd het eerste signaal van een mogelijke overname zichtbaar. Belgacom, Tele Denmark en Deutsche Telekom verworven voor 320 miljoen euro een UMTS-licentie voor de Nederlandse markt.
Een jaar later, in juni 2001 bereikte het bedrijf een belangrijke mijlpaal. Ben had op dat moment 1 miljoen actieve gebruikers.
In december 2001 kwam Ben als eerste Nederlandse mobiele aanbieder op de markt met GPRS, wat snellere dataverbindingen over het bestaande gsm-netwerk mogelijk maakte. Het duurde tot 24 september 2002 voordat het mogelijk werd MMS-berichten te versturen.
In mei 2002 sloot Ben met het toenmalige Dutchtone (later Orange) een joint venture voor het gezamenlijk opzetten van het niet-commerciële deel van het UMTS-netwerk. De joint venture kreeg de naam RANN. Nog voordat de netwerken werkelijk gebouwd gingen worden werd RANN alweer ontbonden.
Op 30 september 2002 kwam Ben volledig in handen van T-Mobile International. De introductie van de merknaam T-Mobile volgde op 25 februari 2003.
Sinds februari 2008 gebruikt T-Mobile het merk Ben weer voor een aanbieder van alleen simkaarten. Eerst alleen sim-onlyabonnementen zonder toestel en sinds september 2010 ook prepaid. Sinds april 2010 verkoopt Ben ook losse toestellen.
Op 15 mei 2013 werd de verkoop van pre-paidsimkaarten van Ben gestopt. Per 28 juni 2013 is het niet meer mogelijk om een Ben vrij prepaidsimkaart te gebruiken.